# Neuville-en-Beaumont
Neuville-en-Beaumont ist eine französische Gemeinde mit 25 Einwohnern (Stand: 1. Januar 2022)
im Département Manche in der Region Normandie. Sie gehört zum Arrondissement Cherbourg und zum Kanton Bricquebec-en-Cotentin. 
Sie liegt auf der Halbinsel Cotentin und grenzt im Nordwesten an Besneville, im Nordosten an Taillepied, im Osten an Catteville, im Süden an Saint-Sauveur-de-Pierrepont und im Westen an Canville-la-Rocque.

## Bevölkerungsentwicklung
| Jahr      | 1962 | 1968 | 1975 | 1982 | 1990 | 1999 | 2008 | 2018 |
| --------- | ---- | ---- | ---- | ---- | ---- | ---- | ---- | ---- |
| Einwohner | 70   | 65   | 59   | 48   | 45   | 45   | 37   | 31   |

## Sehenswürdigkeiten

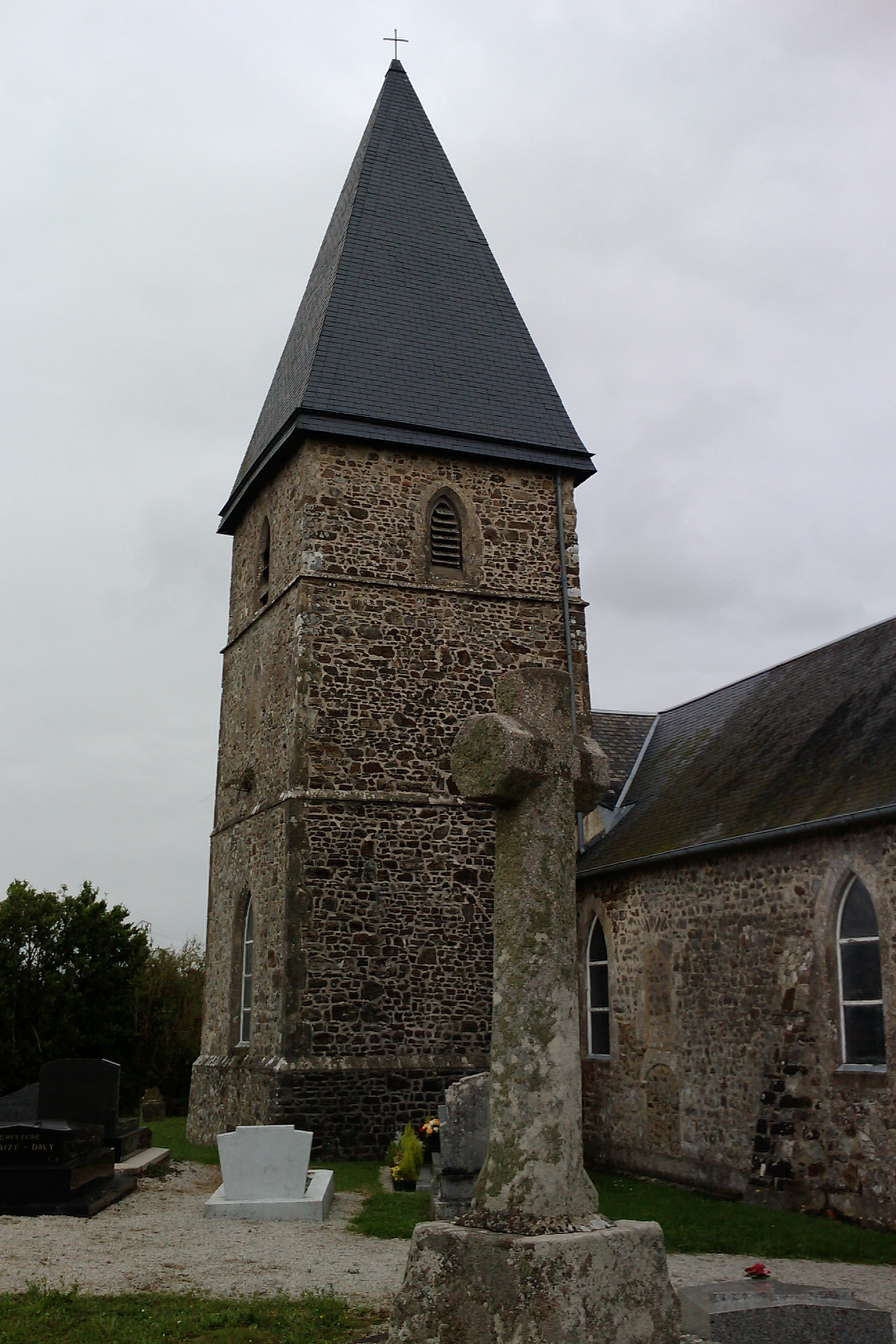
Kirche Saint-Martin

- Kirche Saint-Martin